# Judas Jump
I Judas Jump sono stati una rock band inglese attiva tra il 1969 ed il 1971, nata come gruppo di rock progressivo dell'avanguardia musicale britannica. 

## Storia della band
La band fu formata alla fine del 1969 grazie all'incontro di Andrew Bown ed Henry Spinetti provenienti dai The Herd con Alan Jones ex membro degli Amen Corner. A questo nucleo fondamentale si aggiunsero i musicisti Charlie Harrison (basso), Adrian Williams (voce) e Trevor Williams (chitarra).
Etichettati dalla stampa d'oltremanica quale “supergruppo” per le ottime doti di esecuzione strumentale dei suoi componenti, i Judas Jump pubblicarono due singoli di stampo rock progressivo alla fine del 1969.
Del 1970 è l'album Scorch, unico LP della breve storia della band e tuttavia ritenuto progetto di ambiziosa costruzione, assai elogiato dalla stampa britannica specie per le elaborate finiture di mellotron, sax e chitarra.
Tutti dotati di una spiccata personalità espressiva, i sei musicisti non riuscirono a sopravvivere nella stessa band e, già nel 1971, i Judas Jump non esistevano più.
A partire dal 1976, Andy Bown divenne tastierista in pianta stabile degli Status Quo.

## Formazione
- Andy Bown - (tastiere, mellotron, chitarra)
- Alan Jones - (flauto, sax ed altri strumenti a fiato)
- Charlie Harrison - (basso)
- Adrian Williams - (voce)
- Henry Spinetti - (batteria)
- Trevor Williams - (chitarra)

## Discografia

### Album
- Scorch (1970)

### Singoli
- Run for Your Life (1969)
- This Feelin' We Feel (1969)
- Beer Drinking Woman (1970)